# Ratchaburi
Pour la province de Thaïlande, voir Province de Ratchaburi.
Ratchaburi (thaï ราชบุรี) est une ville de l'Ouest de la Thaïlande, située à l'Est de la province de Ratchaburi, dont elle est le chef-lieu. Elle se trouve sur la rive gauche (occidentale) de la Mae Klong. En 2006, elle comptait 38 208 habitants.
Le musée national de Ratchaburi expose des œuvres d’art et des objets anciens trouvés dans la région de Ratchaburi et datant de différentes périodes.

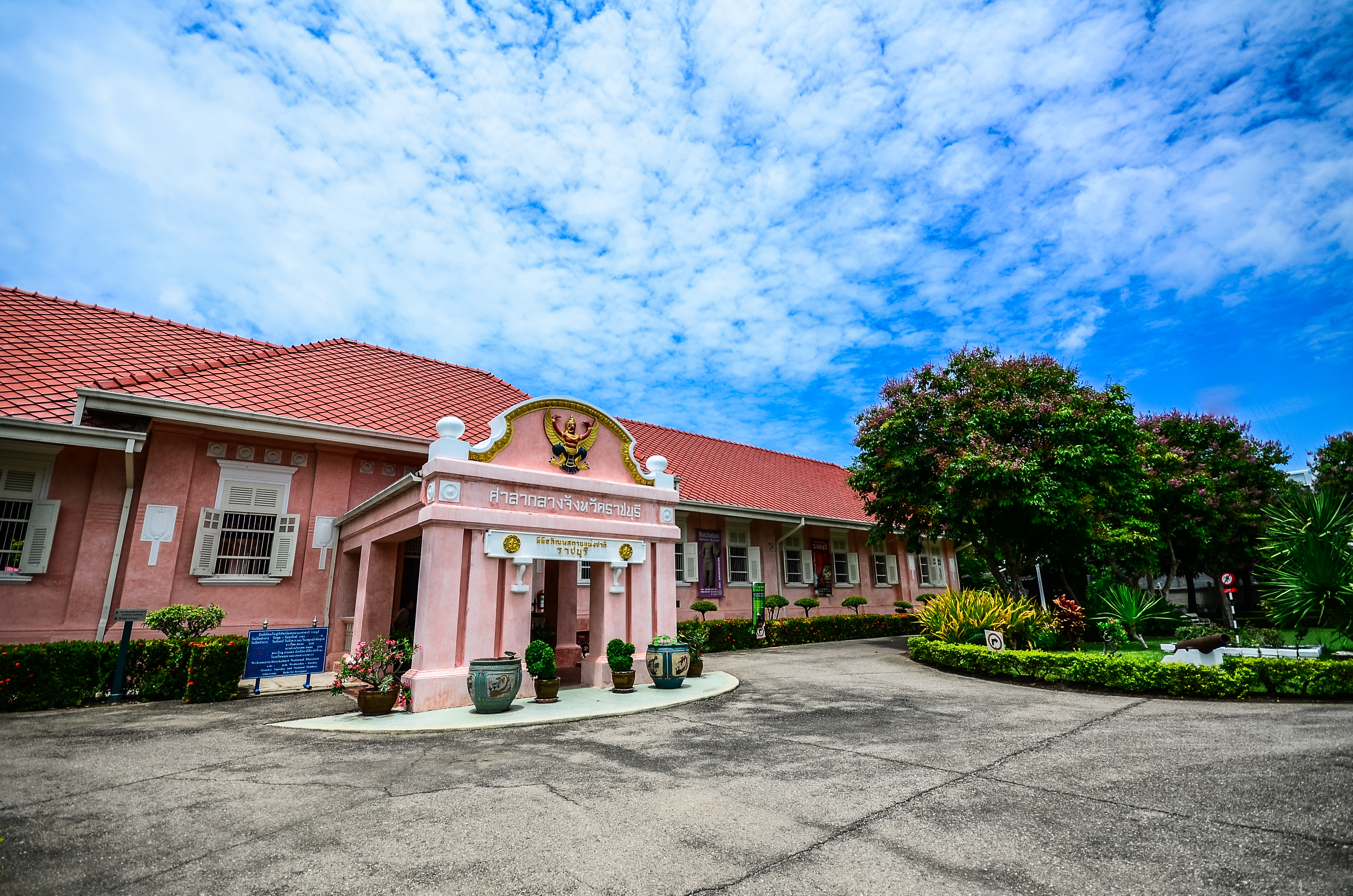
Musée national de Ratchaburi

À proximité, à 12 km au sud-est, se trouve Khu Bua, un important site archéologique de la culture de Dvaravati.

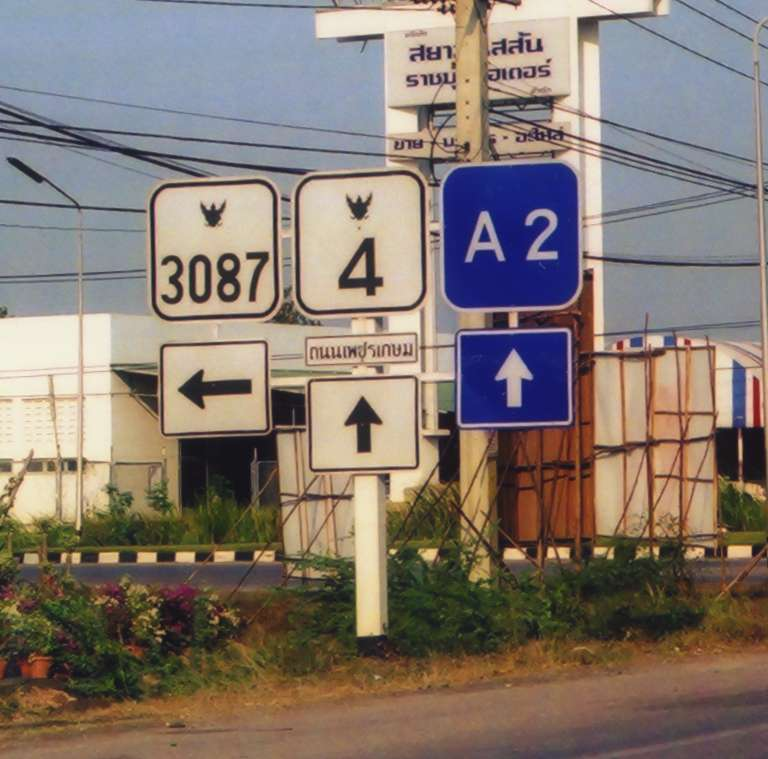
Panneau signalant la Route asiatique 2 près de Ratchaburi

## Personnalités
Manus Boonjumnong (1980-), champion olympique de boxe en 2004.